# Camila Landi
Camila Landi   (Ginebra, 20 de juny de 1863 - Ginebra, 4 de gener de 1944) fou una mezzosoprano italiana. Filla i deixeble de pares també cantants notables, va fer la seva presentació pública amb un ressonant èxit amb la Filharmònica de Florència el 1884. Des de 1886 al 1892 va residir a París, actuant amb extraordinari èxit en els concerts Lamoureux. A partir d'aquesta època i durant molts anys recorregué en triomf els principals centres filharmònics del nord i centre d'Europa. Fou una de les cantants de concerts (l'escena només hagué d'abordar-la una vegada a París, desenvolupant la part d’Amneris a Aida, en una representació benefica celebrada en la Gran Òpera de París el 1888) predilectes dels públics de Berlín i Londres. En retirar-se de la vida activa artística es consagrà al professorat.